# Élections législatives de 1906 à La Réunion
 (signalé en août 2025).
Si vous disposez d'ouvrages ou d'articles de référence ou si vous connaissez des sites web de qualité traitant du thème abordé ici, merci de compléter l'article en donnant les références utiles à sa vérifiabilité et en les liant à la section « Notes et références ».
- Archive Wikiwix
- Bing
- Cairn
- DuckDuckGo
- E. Universalis
- Gallica
- Google
- G. Books
- G. News
- G. Scholar
- Persée
- Qwant
- (zh) Baidu
- (ru) Yandex
- (wd) trouver des œuvres sur Wikidata

Les élections législatives à La Réunion, ont lieu les dimanches 6 mai 1906 et 20 mai 1906.
Elles ont pour but d'élire les 2 députés représentant le département à la Chambre des députés pour un mandat de quatre années.

## Mode de scrutin
L'élection se fait au scrutin d'arrondissement, soit un mode uninominal majoritaire à deux tours.
La circonscription pour l'élection est l'arrondissement.
Le scrutin est individuel, chaque arrondissement élisant un député.
Les arrondissements qui ont plus de cent mille habitants sont divisés. Dans ce cas on élit un député par circonscription électorale.
L'article 18 précise qu'il faut réunir pour être élu au premier tour :
1. La majorité absolue des suffrages exprimés ;
2. Un nombre de suffrages égal au quart des électeurs inscrits.

Au deuxième tour la majorité relative suffit. En cas d'égalité c'est le plus âgé qui est élu.

## Résultats pour la colonie de La Réunion

### 1recirconscription
- Jules Auber (Rad-soc), ne se représente pas.
- La circonscription regroupe le nord-est de la colonie, soit les arrondissements actuels de Saint-Denis et de Saint-Benoît (moins la commune de Sainte-Rose).

| Candidats      | Candidats       | Étiquette      | Premier tour | Premier tour |
| Candidats      | Candidats       | Étiquette      | Voix         | %            |
| -------------- | --------------- | -------------- | ------------ | ------------ |
|                | Lucien Gasparin | Progressiste   | 8 069        | 98,98        |
|                | Jules Auber *   | Rad-soc        | 58           | 0,71         |
|                |                 |                |              |              |
| Inscrits       | Inscrits        | Inscrits       | 14 152       | 100,00       |
| Votants        | Votants         | Votants        | 8 569        | 60,55        |
| Blancs et nuls | Blancs et nuls  | Blancs et nuls | 477          | 5,57         |
| Exprimés       | Exprimés        | Exprimés       | 8 152        | 94,43        |

*sortant

### 2ecirconscription
- Elle regroupe les communes de l'ouest et du sud de l'île, soit les arrondissements de Saint-Paul et de Saint-Pierre, plus la commune de Sainte-Rose.

| Candidats      | Candidats                  | Étiquette      | Premier tour | Premier tour |
| Candidats      | Candidats                  | Étiquette      | Voix         | %            |
| -------------- | -------------------------- | -------------- | ------------ | ------------ |
|                | François Césaire de Mahy * | Progressiste   | 8 058        | 76,01        |
|                | Auguste Brunet             | Rad-soc        | 2 512        | 23,70        |
|                |                            |                |              |              |
| Inscrits       | Inscrits                   | Inscrits       | 21 587       | 100,00       |
| Votants        | Votants                    | Votants        | 10 838       | 50,21        |
| Blancs et nuls | Blancs et nuls             | Blancs et nuls | 237          | 2,19         |
| Exprimés       | Exprimés                   | Exprimés       | 10 601       | 97,81        |

*sortant